# Стівенвілл-Кроссін
Стівенвілл-Кроссін (англ. Stephenville Crossing) — містечко в Канаді, у провінції Ньюфаундленд і Лабрадор.

## Населення
За даними перепису 2016 року, містечко нараховувало 1719 осіб, показавши скорочення на 8,3%, порівняно з 2011-м роком. Середня густина населення становила 55,1 осіб/км².
З офіційних мов обидвома одночасно володіли 35 жителів, тільки англійською — 1 585. Усього 5 осіб вважали рідною мовою не одну з офіційних.
Працездатне населення становило 43,9% усього населення, рівень безробіття — 24,8% (33,8% серед чоловіків та 13,3% серед жінок). 88% осіб були найманими працівниками, а 4,8% — самозайнятими.
Середній дохід на особу становив $33 228 (медіана $23 307), при цьому для чоловіків — $37 476, а для жінок $28 985 (медіани — $26 603 та $21 376 відповідно).
20% мешканців мали закінчену шкільну освіту, не мали закінченої шкільної освіти — 35,4%, 44,2% мали післяшкільну освіту, з яких 17,5% мали диплом бакалавра, або вищий.
| Статево-вікова структура населення | Статево-вікова структура населення | Статево-вікова структура населення | Статево-вікова структура населення | Статево-вікова структура населення |
| ---------------------------------- | ---------------------------------- | ---------------------------------- | ---------------------------------- | ---------------------------------- |
|                                    |                                    |                                    |                                    |                                    |
| Всього                             | Всього                             | 47,4%52,6%                         |                                    |                                    |
| 0 — 14 років                       | 0 — 14 років                       |                                    | 12,2%                              | 12,2%                              |
| 15 — 64 років                      | 15 — 64 років                      |                                    | 62,6%                              | 62,6%                              |
| 65 і більше                        | 65 і більше                        |                                    | 25,2%                              | 25,2%                              |
| 85 і більше                        | 85 і більше                        |                                    | 3,5%                               | 3,5%                               |
| Середній вік (років)               | Середній вік (років)               | 48,348,8                           | 48,5                               | 48,5                               |
| Медіана (років)                    | Медіана (років)                    | 52,752,4                           | 52,5                               | 52,5                               |
| — чоловіки — жінки                 |                                    |                                    |                                    |                                    |

| Походження мешканців:     | Походження мешканців:     | Походження мешканців: | Походження мешканців: | Походження мешканців: |
| ------------------------- | ------------------------- | --------------------- | --------------------- | --------------------- |
| Походження                |                           |                       | осіб                  | %                     |
| Корінні американці        | Корінні американці        |                       | 910                   | 56%                   |
| Інше північноамериканське | Інше північноамериканське |                       | 685                   | 42.15%                |
| Європейське               | Європейське               |                       | 785                   | 48.31%                |
| британське                | британське                |                       | 540                   | 33.23%                |
| французьке                | французьке                |                       | 470                   | 28.92%                |
| Азійське                  | Азійське                  |                       | 10                    | 0.62%                 |

| Зайнятість населення за галузями (за класифікацією NOC): | Зайнятість населення за галузями (за класифікацією NOC): | Зайнятість населення за галузями (за класифікацією NOC): | Зайнятість населення за галузями (за класифікацією NOC): | Зайнятість населення за галузями (за класифікацією NOC): |
| -------------------------------------------------------- | -------------------------------------------------------- | -------------------------------------------------------- | -------------------------------------------------------- | -------------------------------------------------------- |
|                                                          |                                                          |                                                          |                                                          |                                                          |
| Управління                                               | Управління                                               |                                                          | 5,2%                                                     | 5,2%                                                     |
| Бізнес, фінанси та адміністрування                       | Бізнес, фінанси та адміністрування                       |                                                          | 10,3%                                                    | 10,3%                                                    |
| Природничі та прикладні науки                            | Природничі та прикладні науки                            |                                                          | 2,6%                                                     | 2,6%                                                     |
| Охорона здоров'я                                         | Охорона здоров'я                                         |                                                          | 16,4%                                                    | 16,4%                                                    |
| Освіта, правозахист, муніципальні та урядові служби      | Освіта, правозахист, муніципальні та урядові служби      |                                                          | 12,9%                                                    | 12,9%                                                    |
| Мистецтво, культура, відпочинок та спорт                 | Мистецтво, культура, відпочинок та спорт                 |                                                          | 1,7%                                                     | 1,7%                                                     |
| Роздрібна торгівля та послуги                            | Роздрібна торгівля та послуги                            |                                                          | 22,4%                                                    | 22,4%                                                    |
| Гуртова торгівля, транспорт та обладнання                | Гуртова торгівля, транспорт та обладнання                |                                                          | 28,4%                                                    | 28,4%                                                    |

## Клімат
Середня річна температура становить 4,2°C, середня максимальна – 19,5°C, а середня мінімальна – -12,6°C. Середня річна кількість опадів – 1 390 мм.
| Клімат поселення                              | Клімат поселення | Клімат поселення | Клімат поселення | Клімат поселення | Клімат поселення | Клімат поселення | Клімат поселення | Клімат поселення | Клімат поселення | Клімат поселення | Клімат поселення | Клімат поселення | Клімат поселення |
| Показник                                      | Січ.             | Лют.             | Бер.             | Квіт.            | Трав.            | Черв.            | Лип.             | Серп.            | Вер.             | Жовт.            | Лист.            | Груд.            |                  |
| Середній максимум, °C                         | −2,11            | −3,13            | 0,98             | 6,19             | 11,51            | 16,51            | 19,44            | 19,51            | 15,40            | 10,05            | 5,18             | −0,45            |                  |
| Середня температура, °C                       | −6,84            | −7,86            | −3,73            | 1,47             | 6,77             | 11,79            | 15,97            | 16,03            | 11,93            | 6,56             | 1,71             | −3,93            |                  |
| Середній мінімум, °C                          | −11,57           | −12,58           | −8,46            | −3,27            | 2,06             | 7,05             | 12,49            | 12,56            | 8,46             | 3,09             | −1,77            | −7,41            |                  |
| Норма опадів, мм                              | 134              | 101              | 93               | 75               | 103              | 107              | 118              | 124              | 137              | 136              | 133              | 129              |                  |
| Середньомісячна швидкість вітру, м/с          | 6.22             | 5.75             | 5.54             | 5.18             | 4.65             | 4.34             | 3.99             | 4.09             | 4.55             | 5.02             | 5.51             | 6.02             |                  |
| Середньомісячна сонячна радіація, кДж/м²·день | 3650             | 6592             | 10924            | 14630            | 17803            | 19474            | 18982            | 16100            | 11875            | 7198             | 3909             | 2765             |                  |
| --------------------------------------------- | ---------------- | ---------------- | ---------------- | ---------------- | ---------------- | ---------------- | ---------------- | ---------------- | ---------------- | ---------------- | ---------------- | ---------------- | ---------------- |
| Джерело:                                      |                  |                  |                  |                  |                  |                  |                  |                  |                  |                  |                  |                  |                  |